# David Goldar
David Goldar Gómez, más conocido como Goldar, (Portas, 15 de septiembre de 1994) es un futbolista español que juega de defensa en el Pafos F. C. de la Primera División de Chipre.

## Trayectoria
Se formó en la cantera del Real Club Celta de Vigo, pasando a formar parte del filial en 2013. Con el primer equipo debutó como profesional el 3 de mayo de 2013 contra el Club Atlético Osasuna, en un partido de la Primera División de España.
En 2016 abandonó el Celta, fichando por la Sociedad Deportiva Ponferradina, y debutando con el club del Bierzo el 25 de septiembre de 2016 en la victoria de su equipo por 3-2 contra el Arandina Club de Fútbol.
El 15 de junio de 2017 ficha por el Pontevedra Club de Fútbol, logrando el puesto de titular con el club gallego desde el comienzo de la temporada 2017-18.
Después pasó por el Gimnàstic de Tarragona, en 2019, y en 2020 fichó por el U. D. Ibiza. Con este último logró el ascenso a Segunda División durante la temporada 2020-21, siendo el primero a dicha categoría en la historia del club ibicenco.
El 26 de enero de 2023 se comprometió con el Burgos C. F. y disputó 16 partidos en lo que quedaba de campaña. En la siguiente participó en la primera jornada de la Segunda División antes de ser traspasado el 22 de agosto al Pafos F. C. chipriota. Allí se reencontró con el entrenador Juan Carlos Carcedo y en su primer año en el país ganaron la copa nacional.

## Clubes
| Club                    | País   | Año       |
| ----------------------- | ------ | --------- |
| R. C. Celta de Vigo "B" | España | 2013-2016 |
| S. D. Ponferradina      | España | 2016-2017 |
| Pontevedra C. F.        | España | 2017-2018 |
| U. E. Cornellà          | España | 2018-2019 |
| Gimnàstic de Tarragona  | España | 2019-2020 |
| U. D. Ibiza             | España | 2020-2023 |
| Burgos C. F.            | España | 2023      |
| Pafos F. C.             | Chipre | 2023-act. |

## Palmarés

### Títulos nacionales
| Título                     | Club        | País   | Año  |
| -------------------------- | ----------- | ------ | ---- |
| Copa de Chipre             | Pafos F. C. | Chipre | 2024 |
| Primera División de Chipre | Pafos F. C. | Chipre | 2025 |